# Fábián Gáspár
Fábián Gáspár (Székesfehérvár, 1885. január 2. – Budapest, 1953. január 13.) magyar építész.
A Budapesti Műszaki Egyetem diákja, majd Aigner Sándor és Kauser József munkatársa. Két évig Nagy Virgil műegyetemi tanársegédje volt. Több iskolát, kórházat, templomot épített történelmi stíluselemekkel (jászapáti gimnázium, a budapesti Szent Margit (Kaffka Margit) Leánygimnázium, az angyalföldi, szekszárdi és a nyíregyházi közkórház, a székesfehérvári Prohászka Ottokár-emléktemplom, az újdombóvári római katolikus templom, a hódmezővásárhelyi Szent István-plébániatemplom stb.)

## Munkássága
Ahhoz a nemzedékhez tartozott, amelyből a magyar építészet megújítására törekvő „fiatalok" emelkedtek ki. Fábián nem csatlakozott a Kós Károly köré csoportosuló újítókhoz, hanem műegyetemi tanárainak, Hauszmann Alajosnak, és főként Nagy Virgilnek útmutatásai nyomán a történeti stílusok ápolásával kezdte meg. E felfogása mellett mindvégig következetesen kitartott. Azok közé tartozott, akik a neobarokk és a neoromán középületeket és templomokat nem az építtető kedvéért, anyagi megélhetés okából öltöztették történeti köntösbe, hanem őszinte meggyőződésből.
Középület-építő tevékenységének legjelentősebb alkotása a Szent Margit Leánygimnázium (1947–96 között Kaffka Margit Gimnázium) a budapesti Villányi úton (épült 1929–1930). Az alagsor felett négy szintű magas épület a két szélén előrelépő tömbökkel erősen tagolt. A kompozíciónak további hangsúlyt ad az öttengelyes bejárati rizalit, melyet elszélesedő oromzat zár le. Mögötte jelenik meg az épület középpontját koronázó, oszlopos, kör alapú és kupolával fedett tetőfelépítmény. A díszterem a neobarokk téralkotás jellemző példája: a térarányok a középület tartószerkezeti rendszeréhez igazodnak, a fal- és mennyezetfelületet borító díszítések,  a boltozatok és az ablakzáradékok a történeti kort idézik.
Fábián Gáspár a soproni apácák kereskedelmi iskolájánál (ma Felsőfokú Óvónőképző Intézet, Ferenczi János utca). Az alagsor felett háromszintes épülettömb déli homlokzata a hazai neobarokk egyik legarányosabb alkotása. Kár, hogy az utcai főhomlokzat torzó maradt, és az épületnek csak a déli része valósult meg (1928). 

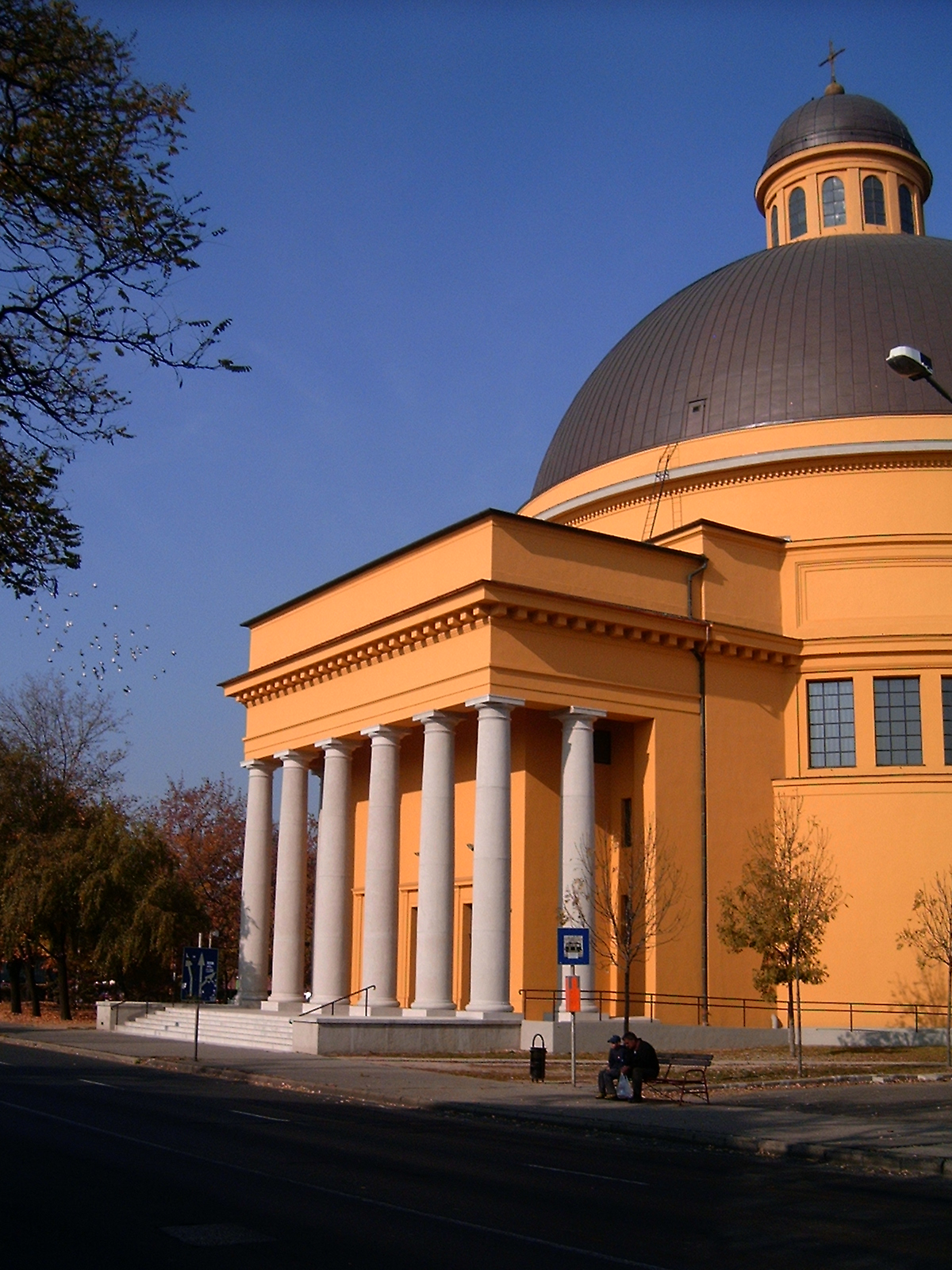
Fábián Gáspár legnagyszerűbb alkotása a monumentális Prohászka Ottokár-emléktemplom

Fábián Gáspár további jelentős egyházi megrendelésekhez is jutott. Így ő tervezte a székesfehérvári belvárosi egykori zárdaiskolát, ahol az egymáshoz tompa szögben álló épületszárnyak találkozásánál, a forgalmas utcasarok tehermentesítésére, térhomorlatot vájt a bejáratnál, amely a felette levő attikával együtt díszes neobarokk architektúrát képez.
Egyszerűbb neobarokk építészeti megjelenést tükröz a székesfehérvári zárdaépület. Kétszintes neobarokk épület a ceglédi zárda is. Budapesten az Istenhegyi úton épült  fiúnevelő intézet. A székesfehérvári leánygimnázium épülete hegyes szögű, utcákkal határolt telekre épült. A monumentális épület neobarokk stílusú.
Fábián Gáspár életművében több olyan templommal is találkozunk, melyek középkori formákat idéznek: a balatonfüredi, kőből épült, kéttornyú templom, a pécsi Pius-templom (tervpályázat: 1916), a badacsonytomaji plébániatemplom, majd három fővárosi templom (az Üllői úton, az egykori Haller téren és a Szondy utcában) neoromán formakincs felhasználásával épültek. Neoromán stílusban tervezte a pécsi Szent Mór Kollégiumot (1928) is. Székesfehérvár: Prohászka-emléktemplom (1928–1933), melynek hatalmas centrális terét a városképben is hangsúlyos laternás gömbkupola fedi. A kompozíció szerves részét képező torony és a templom oldalszárnyai nem épültek meg. , így az alkotás  torzó maradt.
Fábián Gáspár profán alkotásai közé tartoznak a szekszárdi és a nyíregyházi kórházak, néhány budai villa és a budapest-angyalföldi elmegyógyintézetet. Kiválik ezek közül a szekszárdi kórház. A pavilonrendszerű együttes főépülete lejtős terepen két egymás mögé helyezett és nyitott lépcsős építménnyel összekötött, tiszta alaprajzú és tömegében is tetszetős alkotás.
Fábián Gáspár életművét sok tervpályázat és kisebb alkotások egészítik ki. Csak templomépítéseinek száma meghaladja a százat. Ő volt az 1920-as évek egyik legjobban foglalkoztatott, a kormányzat és az egyház építőművészeti szándékait híven tükröző építész. Alkotásai ezen túlmenően az építészettörténet számára azért is említésre érdemesek, mert híven tükrözik egy tehetséges építésznek anakronizmusba torkolló szándékát.
Részt vett a Sváb Gyula-féle iskolaépítési programban, ahol több iskolaépületet tervezett (Óbéba, Torontálvásárhely, Kiskunfélegyháza, Nagylajosfalva).
Fábián Gáspár 1953. január 13-án halt meg Budapesten. Szülővárosában, Székesfehérvárott, legnagyszerűbb alkotása, a Prohászka-templom kertjében temették el.

## Ismert épületeinek listája
1935-ig elkészült, illetve megkezdett épületeinek felsorolását lásd: Dr. Fábián Gáspár: Küzdelmeim és alkotásaim 1910-től 1935-ig, életem ötvenedik événél. Budapest, 1935. 43–46. 1948-as önéletrajzi vázlatában megemlít pár későbbi épületet is (köztük az alagi plébániatemplomot). Lásd: Lapis Angularis II. Források a Magyar Építészeti Múzeum gyűjteményéből. OMvH Magyar Építészeti Múzeum 1998. 280–285.
- 1912–1914: Jászapáti Gróf Széchenyi István Katolikus Középiskola és Kollégium Gimnáziumi Intézményegység
- 1914 k.: elemi iskola, Óbéba[2]
- 1922–1928: Fáy András Gimnázium, 1095 Budapest, Mester u. 60-62. (Kismarty-Lechner Loránddal közösen)[3]
- 1924: Jézus Szíve templom, Felsőgöd
- 1927: Krisztus Király templom, Balatonfüred
- 1928: apácák kereskedelmi iskolája (ma: Felsőfokú Óvónőképző Intézet), Sopron, Ferenczi János utca
- 1928: Szent Mór Kollégium, Pécs
- 1928–1930: Pius-templom, Pécs[4]
- 1929–1930: Szent Kereszt-templom, 1091 Budapest, Üllői út 145.
- 1929–1930: Szent Margit Gimnázium, 1114 Budapest, Villányi út 5-7.
- 1929–1930: plébániatemplom, Badacsonytomaj[5]
- 1929–1933: Prohászka Ottokár-emléktemplom, 8000 Székesfehérvár, Kaszap István u. 1.
- 1930–1931: Szent Család-templom, 1063 Budapest, Szondi u. 67.
- 1930–1933: Jézus Szíve-templom, Zagyvapálfalva
- 1931–1932: Teleki Blanka Gimnázium és Általános Iskola, Székesfehérvár
- 1934: Nagyboldogasszony-templom, Dombóvár
- 1935–1936: Páli Szent Vince-plébániatemplom, 1096 Budapest, Haller u. 19-21.
- 1937: Szent István katolikus templom, Hódmezővásárhely
- 1937: Újvárosi Szentlélek-templom, 5000 Szolnok, Temető utca 8/A.
- 1930-as évek: Alagi Szent Imre-templom, Dunakeszi
- 1943: Jézus szíve templom, Szentes
- ?: Belvárosi egykori zárdaiskola, Székesfehérvár
- ?: Ceglédi zárda, Cegléd
- ?: Istenhegyi úton épült fiúnevelő intézet, Budapest
- szekszárdi és a nyíregyházi kórházak
- néhány budai villa
- budapest-angyalföldi elmegyógyintézet

## Szakirodalmi művei
- Életem, főbb alkotásaim (Szeged, 1935)
- Magyar fogadalmi emléktemplomok (Szeged, 1935)
- Küzdelmeim és alkotásaim (Budapest, 1935)
- Nagy magyar építőmesterek (Budapest, 1936)

## Lásd még
- Magyar építészet a 20. század első felében

## Külső hivatkozások
- Magyar életrajzi lexikon I–IV. Főszerk. Kenyeres Ágnes. Budapest: Akadémiai.  1967–1994.

## Egyéb irodalom
- Gerle János – Kovács Attila – Makovecz Imre: A századforduló magyar építészete. Szépirodalmi Könyvkiadó, Budapest, 1990, ISBN 963-15-4278-5